# Kids Station
Kids Station (キッズステーション 'Kizzu Sutēshon'?) es un canal de televisión  japonés, el cual transmite animación y otros contenidos de dibujos animados para niños. Kids Station también transmite algo de animación dirigida al público adulto durante un horario nocturno, ejemplos de esta programación son series tales como Narutaru y Magical Shopping Arcade Abenobashi.
Actualmente está disponible para cable y televisión satelital.